# Andrzej Błoch
Andrzej Błoch (ur. 23 listopada 1938 w Pabianicach) – polski inżynier i polityk, poseł na Sejm X kadencji (1989–1991).

## Życiorys
Ukończył w 1970 studia na Wydziale Mechanicznym Politechniki Łódzkiej, uzyskując tytuł zawodowy magistra inżyniera mechanika. Pracował w Łódzkich Zakładach Przemysłu Gumowego „Stomil”, dochodząc do stanowiska dyrektora naczelnego tego przedsiębiorstwa, które zajmował do 1990.
W 1989 uzyskał mandat posła na Sejm kontraktowy. Został wybrany w okręgu Łódź-Bałuty z puli Polskiej Zjednoczonej Partii Robotniczej. Na koniec kadencji należał do Parlamentarnego Klubu Lewicy Demokratycznej. Był członkiem Komisji Stosunków Gospodarczych z Zagranicą i Gospodarki Morskiej, Komisji Systemu Gospodarczego i Polityki Przemysłowej, a także Komisji Nadzwyczajnej do rozpatrzenia projektów ustaw dotyczących zmian systemowych w gospodarce. Nie ubiegał się o reelekcję. Po rozwiązaniu partii wstąpił do Socjaldemokracji Rzeczypospolitej Polskiej.
Prezes zarządu dzielnicowego Polskiego Czerwonego Krzyża w Łodzi. Po odejściu ze „Stomilu” znalazł się wśród założycieli prywatnej spółki akcyjnej „BSP”.
Odznaczony Złotym Krzyżem Zasługi i Honorową Odznaką Miasta Łodzi.